# Lekkoatletyka na Letnich Igrzyskach Olimpijskich 1956 – pchnięcie kulą mężczyzn
Pchnięcie kulą mężczyzn podczas XVI Letnich Igrzysk Olimpijskich w Melbourne rozegrano 28 listopada 1956 (kwalifikacje i finał) na stadionie Melbourne Cricket Ground. Zwycięzcą został reprezentant Stanów Zjednoczonych Parry O’Brien, który tym samym obronił tytuł zdobyty cztery lata wcześniej w Helsinkach. W finale ustanowił rekord olimpijski uzyskując wynik 18,57 m.

## Rekordy

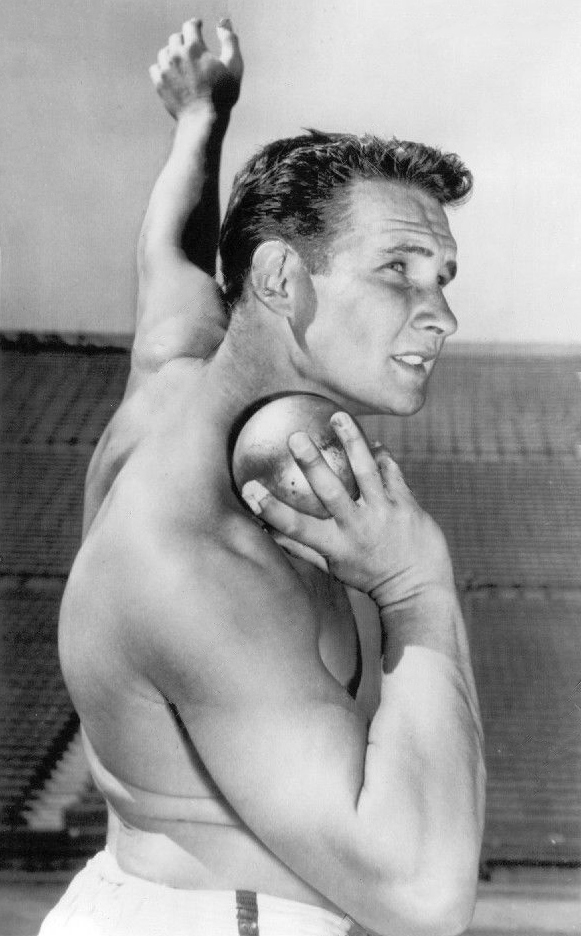
Parry O’Brien

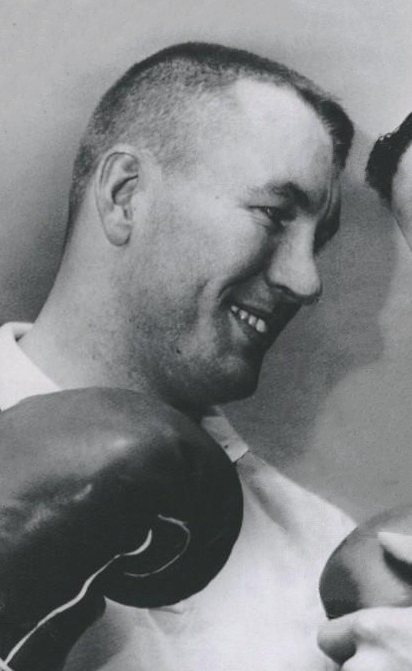
Bill Nieder

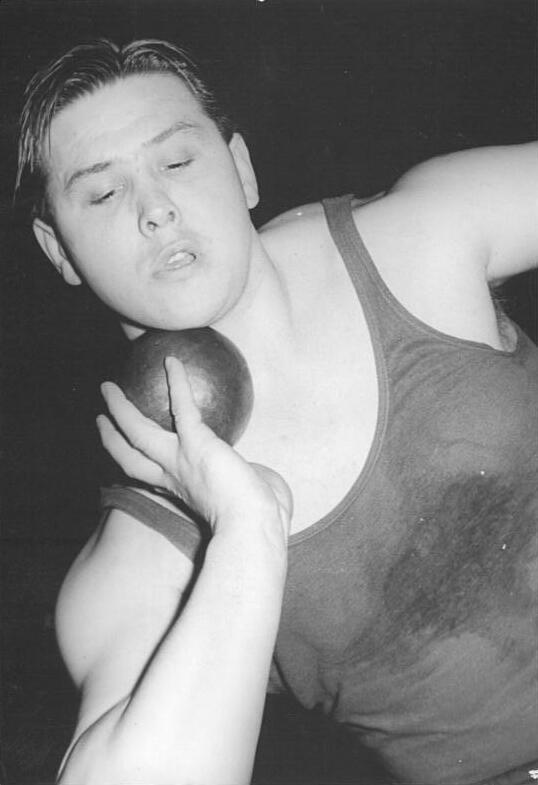
Jiří Skobla

|                   | Zawodnik      | Narodowość        | Wynik | Data                  | Miejsce     |
| ----------------- | ------------- | ----------------- | ----- | --------------------- | ----------- |
| Rekord świata     | Parry O’Brien | Stany Zjednoczone | 19,25 | 1 listopada 1956(dts) | Los Angeles |
| Rekord olimpijski | Parry O’Brien | Stany Zjednoczone | 17,41 | 21 lipca 1952(dts)    | Helsinki    |

## Wyniki
| Poz. - pozycja |
| – rekord świata \| – rekord krajowy \| – rekord życiowy \| = – wyrównany rekord życiowy \| · – najlepszy wynik w sezonie \| = – wyrównany najlepszy wynik w sezonie \| – rekord olimpijski |
| Fn – falstart \| DNF – nie ukończył \| DNS – nie wystartował \| DSQ – zdyskwalifikowany |

### Kwalifikacje
Do finału awansowali zawodnicy, którzy osiągnęli minimum 15,00 m (Q), względnie 12 najlepszych (gdyby mniej niż 12 zawodników osiągnęło minimum, q, lecz wszyscy miotacze biorący udział w konkursie minimum przekroczyli).
| Poz. | Zawodnik            | Reprezentacja     | Próby | Próby | Próby | Wynik | Uwagi |
| Poz. | Zawodnik            | Reprezentacja     | 1     | 2     | 3     | Wynik | Uwagi |
| ---- | ------------------- | ----------------- | ----- | ----- | ----- | ----- | ----- |
| 1.   | Jiří Skobla         | Czechosłowacja    | 17,15 | –     | –     | 17,15 | Q     |
| 2.   | Bill Nieder         | Stany Zjednoczone | 16,76 | –     | –     | 16,76 | Q     |
| 3.   | Parry O’Brien       | Stany Zjednoczone | 16,63 | –     | –     | 16,63 | Q     |
| 4.   | Barry Donath        | Australia         | 16,57 | –     | –     | 16,57 | Q,    |
| 5.   | Erik Uddebom        | Szwecja           | 16,35 | –     | –     | 16,35 | Q     |
| 6.   | Silvano Meconi      | Włochy            | 16,19 | –     | –     | 16,19 | Q     |
| 7.   | Jeorjos Tsakanikas  | Grecja            | 14,93 | 15,99 | –     | 15,99 | Q     |
| 8.   | Ken Bantum          | Stany Zjednoczone | 15,76 | –     | –     | 15,76 | Q     |
| 9.   | Karl-Heinz Wegmann  | Niemcy            | 15,73 | –     | –     | 15,73 | Q     |
| 10.  | Władimir Łoszcziłow | ZSRR              | 15,63 | –     | –     | 15,63 | Q     |
| 11.  | Peter Hanlin        | Australia         | 15,62 | –     | –     | 15,62 | Q     |
| 12.  | Raymond Thomas      | Francja           | 15,42 | –     | –     | 15,42 | Q     |
| 13.  | Barclay Palmer      | Wielka Brytania   | 15,19 | –     | –     | 15,19 | Q     |
| 14.  | Boris Bielajew      | ZSRR              | 15,03 | –     | –     | 15,03 | Q     |
| –    | Todor Artarski      | Bułgaria          |       |       |       | DNS   |       |
| –    | Gerry Carr          | Wielka Brytania   |       |       |       | DNS   |       |
| –    | Wartan Owsepian     | ZSRR              |       |       |       | DNS   |       |
| –    | Mark Pharaoh        | Wielka Brytania   |       |       |       | DNS   |       |

### Finał
| Poz. | Zawodnik            | Reprezentacja     | Próby | Próby | Próby | Próby | Próby | Próby | Wynik | Uwagi |
| Poz. | Zawodnik            | Reprezentacja     | 1     | 2     | 3     | 4     | 5     | 6     | Wynik | Uwagi |
| ---- | ------------------- | ----------------- | ----- | ----- | ----- | ----- | ----- | ----- | ----- | ----- |
| 01 ! | Parry O’Brien       | Stany Zjednoczone | 17,92 | 18,47 | 18,37 | 18,45 | 18,57 | 18,23 | 18,57 | [ 1 ] |
| 02 ! | Bill Nieder         | Stany Zjednoczone | x     | 17,61 | 17,81 | 16,82 | 18,18 | x     | 18,18 |       |
| 03 ! | Jiří Skobla         | Czechosłowacja    | 17,39 | 16,70 | 17,36 | 17,51 | 17,05 | 17,65 | 17,65 |       |
| 4.   | Ken Bantum          | Stany Zjednoczone | 16,99 | x     | 16,27 | 17,48 | x     | x     | 17,48 |       |
| 5.   | Boris Bielajew      | ZSRR              | 16,96 | 16,05 | 16,58 | 15,96 | 16,11 | 16,24 | 16,96 |       |
| 6.   | Erik Uddebom        | Szwecja           | 16,54 | x     | 16,65 | 15,74 | 16,06 | 16,31 | 16,65 |       |
| 7.   | Karl-Heinz Wegmann  | Niemcy            | 16,43 | 16,63 | 16,37 | NQ    | NQ    | NQ    | 16,63 |       |
| 8.   | Jeorjos Tsakanikas  | Grecja            | x     | 16,56 | 16,52 | NQ    | NQ    | NQ    | 16,56 | [ 4 ] |
| 9.   | Barry Donath        | Australia         | x     | 16,52 | 16,01 | NQ    | NQ    | NQ    | 16,52 |       |
| 10.  | Silvano Meconi      | Włochy            | x     | 16,28 | 15,83 | NQ    | NQ    | NQ    | 16,28 |       |
| 11.  | Peter Hanlin        | Australia         | 15,76 | 16,08 | 15,50 | NQ    | NQ    | NQ    | 16,08 |       |
| 12.  | Barclay Palmer      | Wielka Brytania   | 15,81 | 15,17 | 15,65 | NQ    | NQ    | NQ    | 15,81 |       |
| 13.  | Władimir Łoszcziłow | ZSRR              | 15,62 | 15,33 | 15,39 | NQ    | NQ    | NQ    | 15,62 |       |
| 14.  | Raymond Thomas      | Francja           | 15,11 | 15,28 | 15,31 | NQ    | NQ    | NQ    | 15,31 |       |